# Касьянов, Владимир Леонидович
Владимир Леонидович Касьянов (1940—2005) — советский и российский учёный-гидробиолог, академик РАН (2000). Доктор биологических наук, профессор.
Создатель и организатор научной школы биологии размножения и развития морских организмов, признанной одной из ведущих.

## Биография
Родился в семье морского офицера, капитана I ранга Леонида Павловича Касьянова. В 1957 году окончил среднюю школу с серебряной медалью.
В 1962 году с отличием окончил Ленинградский государственный университет. В 1962—1971 годах работал в ЛГУ, защитил кандидатскую диссертацию «Исследование ооцитов и яйцеклеток травяной лягушки Rana temporaria L.: некоторые морфофизиологические наблюдения» (1969).
С 1971 года — в Институте биологии моря АН СССР (Владивосток), в 1985 году защитил докторскую диссертацию «Закономерности размножения морских двустворчатых моллюсков и иглокожих». Член-корреспондент РАН c 31 марта 1994 года по Отделению общей биологии (биология развития), академик РАН c 26 мая 2000 года.
Первый заместитель председателя ДВО РАН, директор Института биологии моря ДВО РАН, научный руководитель лаборатории эмбриологии ИБМ ДВО РАН, директор Академии экологии, морской биологии и биотехнологии Дальневосточного государственного университета, член Совета при Президенте РФ по науке, технологиям и образованию.
Погиб в автомобильной аварии во Владивостоке. Похоронен в Москве на Троекуровском кладбище.
Жена — Валерия Васильевна Исаева, доктор биологических наук.

## Научные труды
Известен своими фундаментальными трудами по сравнительной эмбриологии морских организмов, основополагающими работами в области изучения и сохранения морской биоты, трудами по проблемам эволюции биосферы и климатическим изменениям на планете. Является автором более 130 научных работ, в том числе 5 монографий.
- Репродуктивная стратегия морских двустворчатых моллюсков и иглокожих. Л.: Наука. 1989. 183 c.
- Reproductive Strategy of Marine Bivalves and Echinoderms (revised English edition): Enfield, NH, USA: Science Publishers Inc., 2001. 229 pp.
- Личинки морских двустворчатых моллюсков и иглокожих. М. Наука. 1983. 216 с. (в соавт.)
- Larvae of Marine Bivalves and Echinoderms. Washington-New Delhi: Smithsonian Institution Libraries; Oxonian Press. 1998. 288pp. (в соавт.)
- Размножение иглокожих и двустворчатых моллюсков. М.: Наука. 1980. 207 с.

## Награды
- Орден Дружбы
- Медаль «За трудовое отличие»
- Юбилейная медаль «300 лет Российскому флоту» (1996)
- Премия имени А. О. Ковалевского (1994) — За цикл работ «Размножение и развитие морских двухстворчатых моллюсков и иглокожих»
- Премия имени Карпинского (2004)[3]

## Память
- В 2009 году на кафедре эмбриологии Санкт-Петербургского государственного университета была открыта мемориальная доска памяти академика Касьянова.
- В честь академика Касьянова названа улица, где располагается Приморский океанариум в городе Владивостоке на острове Русский[4].
- В честь академика Владимира Касьянова названо экспедиционное судно Института биологии моря ДВО РАН.